# جوري أوينو
جوري أوينو (باليابانية: 上野樹里؛ بالكانا: うえの じゅり) هي ممثلة يابانية، ولدت في 25 مايو 1986 في كاكوغاوا في اليابان. من الجوائز التي نالتها جائزة إيلان دور للوافد الجديد للسنة ‏ سنة 2007.

## جوائز
- جائزة إيلان دور للوافد الجديد للسنة [الإنجليزية]‏ (2007)

## وصلات خارجية
- الموقع الرسمي
- جوري أوينو على موقع IMDb (الإنجليزية)
- جوري أوينو على موقع روتن توميتوز (الإنجليزية)
- جوري أوينو على موقع ألو سيني (الفرنسية)
- جوري أوينو على موقع ميوزك برينز (الإنجليزية)
- جوري أوينو على موقع قاعدة بيانات الفيلم (الإنجليزية)
- جوري أوينو على موقع ليتربوكسد (الإنجليزية)
- جوري أوينو على موقع كينوبويسك (الروسية)
- جوري أوينو على موقع ANN person (الإنجليزية)